# Aytac Şərifova
Aytac Şərifova (* 8. Januar 1997) ist eine aserbaidschanische Fußballtorhüterin.

## Karriere

### Verein
Şərifova begann ihre Karriere im FK Okzhetpes. 2019 wechselte sie zum isländischen Verein Keflavík ÍF. Im Jahr 2020 unterschrieb sie beim türkischen Erstligisten Hakkarigücü Spor und blieb dort bis 2022. Anschließend spielte con 2022 bis 2024 im türkischen Klub Trabzonspor. Seit 2024 ist sie bei Neftçi Baku aktiv.

### Nationalmannschaft
Şərifova durchlief mehrere Altersstufen der aserbaidschanische Nationalmannschaft. Sie spielte für die U17 und U19. Ihr Debüt für die 
A-Nationalmannschaft gab sie 2019. Sie kam unter anderem in der Qualifikation zur UEFA Women’s EURO 2022 sowie zur FIFA Frauen-Weltmeisterschaft 2023 zum Einsatz.